# Morane-Saulnier MS.230
Le Morane-Saulnier MS.230 est un avion biplace d’entraînement et de perfectionnement français de l'entre-deux guerres. Ce monoplan parasol fut le principal avion d’entraînement militaire français de son époque, mais aussi un appareil largement utilisé par l'aviation civile.

## Origine et développement
En 1928 l’Aéronautique militaire française émit un programme d’avion biplace de transformation pour lequel le constructeur Morane-Saulnier proposa un appareil dans la lignée des Morane-Saulnier MoS-53 (en) et Morane-Saulnier MoS-133 (en). Le prototype était en fait un MS.133 (en) remotorisé avec un moteur en étoile Salmson 9Ab non capoté reposant sur le train d’atterrissage Messier d’un MS.181 (en). Au passage la dérive était modifiée. C’était donc un monoplan parasol de construction mixte, les deux longerons de voilure, l’empennage, les surfaces mobiles et l’avant du fuselage ayant une structure métallique, le reste de l’appareil utilisant le bois, tandis que le revêtement était métallique à l’avant du fuselage, entoilé sur le reste de l’appareil. Le profil de voilure était du type autostable et le train d’atterrissage à large voie équipé de roues Dainhaut de 0,15x0,75 avec freins et amortisseurs.
Dès les premiers essais, effectués en février 1929, le MS.230 révéla ses qualités : aussi robuste que les chasseurs de l’époque, il était facile à piloter et se posait sans difficulté grâce à son train à large voie. Toutes les parties de l’appareil étant facilement accessibles, l’entretien était facilité. Il se révéla très populaire grâce à sa maniabilité et sa polyvalence.
500 exemplaires furent rapidement commandés par le ministère de l’Air, la production étant lancée en mars 1929 et le premier appareil de série livré le 15 du même mois. Un exemplaire fut également exposé au Salon de l’Aviation qui ouvrit ses portes le 28 novembre 1930. 
Utilisé par les militaires ou les civils, le MS.230 fut aussi employé comme avion d’essais : no 241 et 367 pour essais de skis en 1933, no 382 comme banc d’essais en vol du moteur Lorraine Algol Junior 9 Nb.

## Versions

### Morane-Saulnier MS.229
2 appareils à moteur en ligne Hispano-Suiza H8a de 180 cv pour les troupes d'aviation suisses. Ils sont confrontés à des pannes moteurs récurrentes dues à l'inadéquation des circuits d'essence et d'huile à une utilisation en combat aérien. L'exemplaire N° 643 recevra en 1932 un moteur en étoile Wright 9Qa plus fiable et améliorant grandement les performances mais le 644 restera inchangé. Les deux avions sont réformés en 1939.

### Morane-Saulnier MS.230
Version de base dont plus de 1 100 exemplaires furent produits. 

### Morane-Saulnier MS.231
6 appareils à moteur Lorraine 7Mb de 240 ch construits en 1930.

### Morane-Saulnier MS.232
En novembre 1930 sortit d’usine un unique exemplaire à moteur Clerget 9Ca de 200 ch.

### Morane-Saulnier MS.233
22 cellules équipées d’un moteur Gnome et Rhône 5Ba ou 5 Bc de 230 ch. 6 construits en France et 16 sous licence au Portugal par OGMA (en).

### Morane-Saulnier MS.234
Destiné à l'ambassadeur des États-Unis à Paris, l’unique MS.234 recevait un moteur Wright J-6-9 de 330 ch, avec lequel il atteignait 204 km/h.

### Morane-Saulnier MS.234/2
Le Morane-Saulnier MS.130 (en) utilisé par Michel Détroyat pour la Coupe Michelin 1929 fut modifié en MS.234 avec un moteur en étoile Hispano-Suiza 9Qb de 230 ch soigneusement caréné. Toujours aux mains de Détroyat, il fut engagé, sans succès, aux éditions 1930 et 1931 de la Coupe Michelin, puis modifié à nouveau avec un moteur Hispano-Suiza 9Qa de 250 ch, avec lequel il reprit l’ait le 5 avril 1933. Détroyat l'utilisa pour la Coupe Michelin 1933. Il devint ensuite son appareil de voltige jusqu'en 1938, peint en rouge et noir, couleurs chères au pilote. Pendant cette période il reçut un Hispano 9Qc de 300 ch caréné puis un 9Qd de 350 ch. 

### Morane-Saulnier MS.235
Unique appareil à [F-AJMF] à moteur Gnome-Rhône 7Kb de 300 ch, premier vol en mars 1935.

### Morane-Saulnier MS.236
Destinés à l’Aéronautique militaire belge, 19 avions à moteur Armstrong Siddeley Lynx 4C de 215 ch furent construits par SABCA. 

### Morane-Saulnier MS.237
5 exemplaires à moteur Salmson 9Aba de 280 ch. En 1942 l’Allemagne saisit un de ces appareils [F-AQEZ] appartenant à Air France Transatlantique. 

### Morane-Saulnier MS.330
Prototype à fuselage entièrement métallique.

### Morane-Saulnier MS.530
Évolution du MS.230 apparu en 1938. N’apportant rien de mieux, il ne fut pas commandé en série. 

## Production
La production exacte n’est pas connue, mais dépasse les 1 100 exemplaires, les derniers exemplaires étant achevés à la fin des années 1940. En effet Pierre Levasseur, qui obtint le 8 août 1945 une commande de 100 exemplaires (Marché no 240/45). Cette commande fut ramenée à 80 exemplaires mais ne semble par avoir été honorée en totalité. Toujours est-il que 48 MS.230 furent construits par Levasseur entre 1946 et 1948. 
Outre Morane-Saulnier et Levasseur, le MS.230 fut construit en France par la SFAN (59 exemplaires), et sous licence par OGMA (en) (16 MS.233) au Portugal et SABCA (19 MS.236) en Belgique. 

## En service
- Espagne
- Allemagne : Outre un nombre indéterminé d’avions capturés par la Luftwaffe après l’armistice du 22 juin 1940, les Allemands devaient saisir 152 MS.230 et 1 MS.237 en plus ou moins bon état en pénétrant dans la Zone Libre en 1942. Bon nombre de ces appareils terminèrent leur carrière dans les écoles de pilotage allemandes.
- Belgique : 19 MS.236 furent livrés par la SABCA à l’AéM belge, ainsi que 9 MS.230 construits en France.
- Brésil : 9 MS.230 achetés en France.

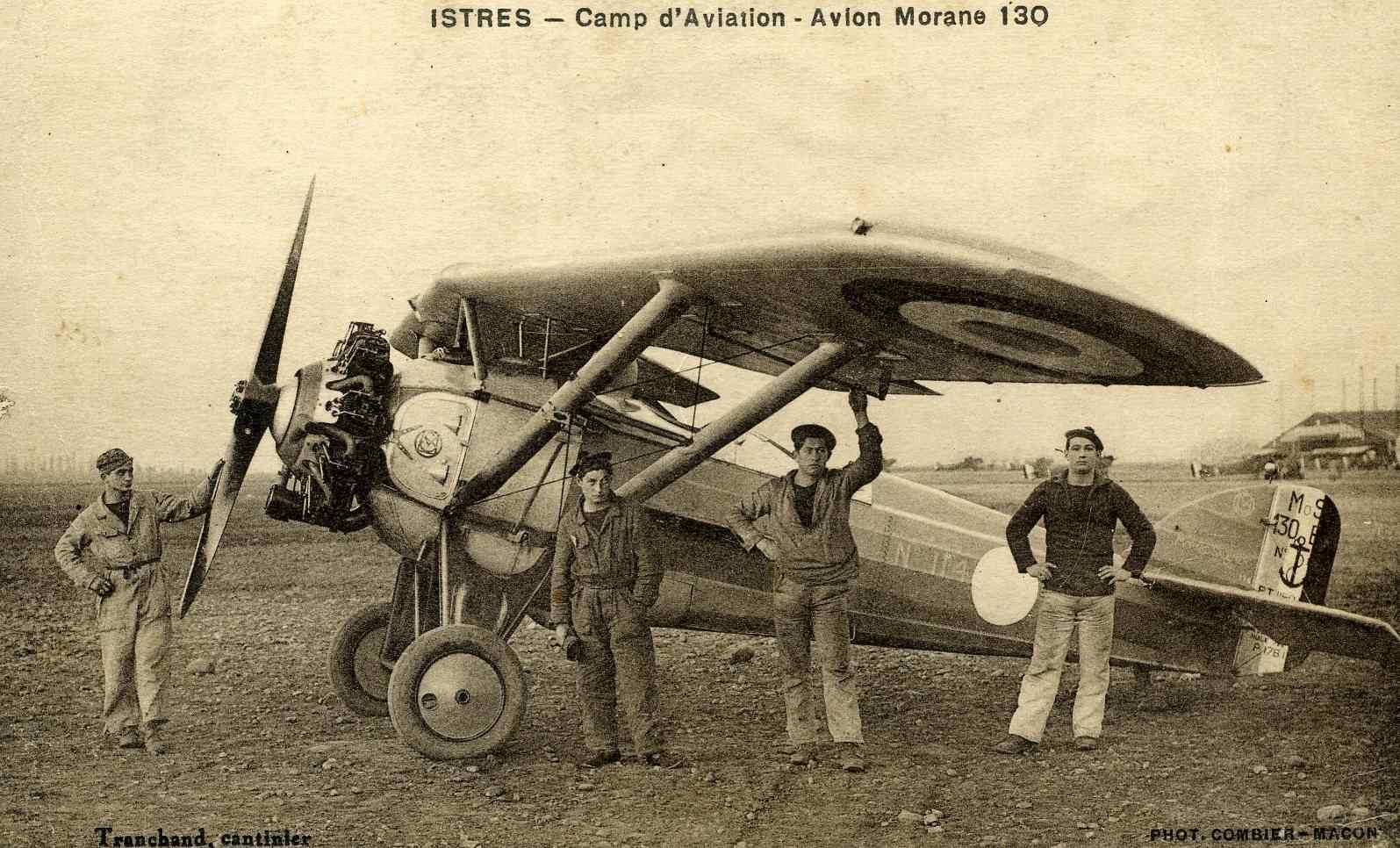
MS.230 au camp d'aviation d'Istres en 1931

- France : Appareil d’entraînement standard de l’Armée de l’air, le MS.230 servit d’abord à la transformation des pilotes de chasse sur avion d’arme. À partir de 1930 il équipa en particulier les écoles d’Istres, Aulnat, Avord. Utilisé également pour l’instruction au tir ou les liaisons, il était encore largement répandu dans les écoles en septembre 1939 et équipait toujours en 1940 les Écoles Élémentaires de pilotage et les Écoles Auxiliaires de Pilotage.

Ancêtre de la Patrouille de France, la Patrouille militaire acrobatique d’Étampes, constituée en 1933 par le Lieutenant Amouroux, utilisa jusqu’en 1938 trois MS.230.
L’Aéronautique Navale bénéficia également de cessions de la part de l’Armée de l’Air au profit de l’école de pilotage de Saint-Raphael et du Centre de :Perfectionnement de Lanvéoc-Poulmic, puis du Service de convoyage, liaison et entraînement et des Sections de servitudes de Brest et Sidi-Ahmed. On compte 36 MS.230 en service dans la Marine française en septembre 1939, 23 fin juin 1940.
De nombreux MS.230 ont également été construits pour le marché civil, utilisés par de grands noms de l’aviation française comme Robert Morane, Michel Détroyat, Hélène Boucher… L’aviation populaire, système mis en place par le ministre de l’Air Pierre Cot pour permettre aux pilotes privés d’obtenir un brevet militaire en trois ans, faisait appel aux MS.341 (en) et pour parfaire la formation des pilotes réservistes.
- Grèce : 25 appareils
- Portugal : 16 MS.233 furent assemblés par OGMA (en).
- Roumanie : 20 appareils
- Suisse : 2 MS.229.
- Tchécoslovaquie : On dénombre deux MS.230 en Tchécoslovaquie après la fin de la Seconde Guerre mondiale, dont un exemplaire provenant d’une école de pilotage allemande et cédé à l’aéroclub de Slovaquie durant la guerre.